# Heckler & Koch HK416
HK416 — автоматична гвинтівка, створена німецькою компанією Heckler & Koch на базі карабіна М4 (покращений варіант).
Для початку зброя мала стати змінним модулем для установки на будь-яку нижню частину ствольної коробки гвинтівок M4 та M16, але пізніше з'явилися і повноцінні автомати.
Назва HK416 символізує походження від M4 і M16.

## Історія
Після перегляду та відмови США від програми штурмових гвинтівок ХМ8 компанія Heckler & Koch розробила і запропонувала у 2004 році нову альтернативну систему у вигляді карабіна HK416 з калібром 5,56×45 мм.
Німецькі інженери створили зброю візуально та у використанні подібну на зразки американських гвинтівок M4 та M16, яка водночас набагато переважає їх за надійністю та функційністю.
На початку проєкт нової гвинтівки отримав назву HK M4, що призвело до проблем з фірмою Colt через порушення прав товарного знаку. В результаті нова зброя отримала назву HK416, яка вказує на спадковість від гвинтівок M4 та M16.

## Опис зброї

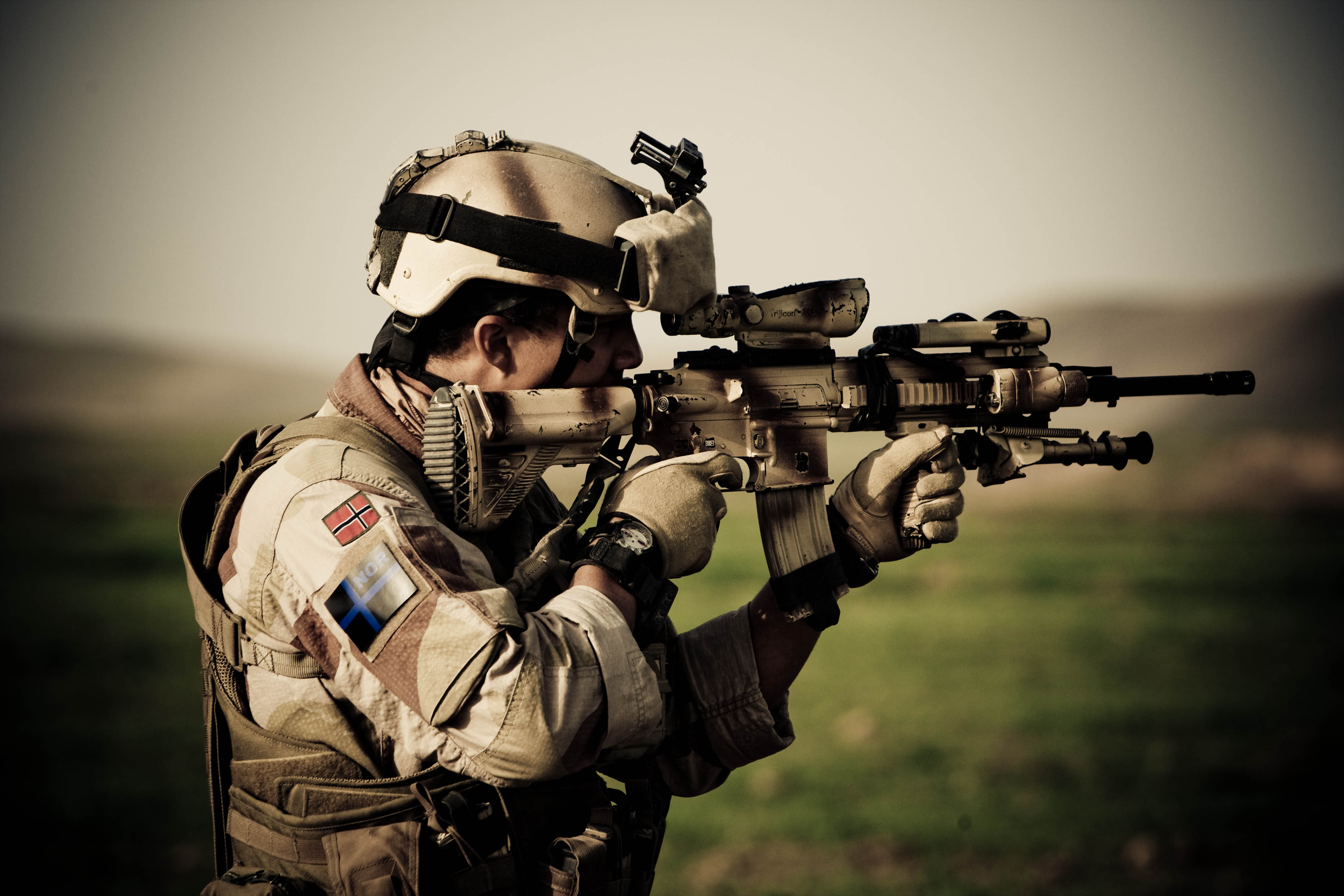
Норвезький солдат з HK416N

У HK416, на відміну від AR-15, використана розроблена Heckler & Koch система з коротким ходом газового поршня з HK G36. Таке удосконалення запобігає потраплянню продуктів згорання пороху всередину зброї (недолік систем прямої дії). Зменшення нагріву та засмічення затворної групи підвищує надійність та збільшує термін безперебійної роботи, також — зменшує час чищення й навантаження на основні складові.
HK416 оснащена цівкою власної розробки з рейками Пікатіні на всіх чотирьох боках. Це забезпечує сумісність із усіма сучасними аксесуарами до M4/М16. Цівка є «вільноплавною» та не торкається ствола, що покращує влучність.
HK416 має 6-позиційний складаний телескопічний приклад. Кінцівка прикладу може бути як увігнутою, так і вигнутою, також містить відділення для сервісного набору, запасних батарейок або решти дрібних речей.
Зусилля спуску складає 34 Н (3,47 кгс). Вага неспорядженого магазина — 250 г.
Ствол HK416 виготовлений методом холодного кування, з 6-ма нарізами за годинниковою стрілкою, довжиною 178 мм, має ресурс у 20000 пострілів.
Завдяки дренажним отворам та іншим модифікаціям, HK416 безпечно працює після занурення у воду.

### Відмінності від M4
Зовні HK416 подібна до M4: має оновлений складний приклад, що дозволяє стрільцеві змінювати форму «потилиці» на вигнуту чи увігнуту за власним уподобанням. В прикладі є місце для зберігання аксесуарів для обслуговування, запасних батарейок або інших дрібних предметів. Його також можна замінити на інші варіанти, наприклад, на приклад Magpul. HK416 має нове, ергономічніше, пістолетне руків'я, розроблене H&K.
Найголовніша внутрішня відмінність — це система газового поршня з коротким ходом, успадкована від G36. Для того, аби компенсувати збільшення тиску через нову систему газовідводу, HK416 має потовщений ствол.
Крім цього, регульований газовий блок із поршнем забезпечує надійну роботу у моделях з коротшим стволом із прикріпленим глушником чи без нього. Має складний передній приціл, та задній приціл подібний до G3. Система HK416 доступна як модуль для встановлення на нижні частини наявних гвинтівок родини AR-15, так і як окремий карабін.

## Оператори
- Австралія: підрозділ спеціального призначення АСО
- Франція:
  - спеціальний підрозділ ВПС Франції,
  - У вересні 2016 року головне управління з озброєння (фр. Direction Générale de l’Armement) ухвалило рішення замінити гвинтівки FAMAS на гвинтівку AIF (фр. Arme Individuelle Future; також HK416F) — створену на основі модифікації HK416A5 гвинтівки HK416[1]. Таким чином, вперше за свою історію французькі військові матимуть на озброєнні гвинтівки іноземного виробництва. Також HK416 має звичайне компонування, на відміну від буллпап у FAMAS. Контракт має сукупну вартість €168 млн і тривалість 10 років, перші партії мають надійти вже в 2017 році[2].
- Німеччина: підрозділ KSK Бундесверу
- Індонезія: контр-терористичий підрозділ Denjaka ВМС Індонезії
- Італія: спеціальні підрозділи
- Японія: Морські Сили Самооборони Японії
- Малайзія: спеціальні підрозділи ВМС Малайзії
- Нідерланди: спеціальні підрозділи
- Норвегія: Збройні сили Норвегії, модифікація HK416N в кількості 24000 штук взята на озброєння в 2010 році
- Польща: Спеціальний підрозділ GROM польської армії
- Словаччина: Контр-тероритичний підрозділ 5th PSU в 2010 році
- Україна: ЗСУ, більшість HK416 прийшли з Нідерландів[3]
- США:
  - спеціальні підрозділи Delta Force армії США
  - спеціальний підрозділ Asymmetric Warfare Group армії США
  - спеціальний підрозділ SWAT поліції округу Колумбія
  - Корпус морської піхоти США, під назвою M27 Infantry Automatic Rifle
- Таїланд: Сухопутні війська Таїланду

### Естонія
Протягом 2021 року Естонські ССО (Сили спеціальних операцій) першими в країні мають перейти на нове озброєння — Heckler & Koch 416 та пістолети Glock 19.
Ці зразки мають прийти на заміну автоматам Heckler & Koch G36 та пістолетам USP. Саме ці зразки використовувались ними у міжнародних місіях.
Для переозброєння естонської армії за результатами тендеру обрані автоматичні гвинтівки Lewis Machine & Tool Company (LMT).